# BMW GINA

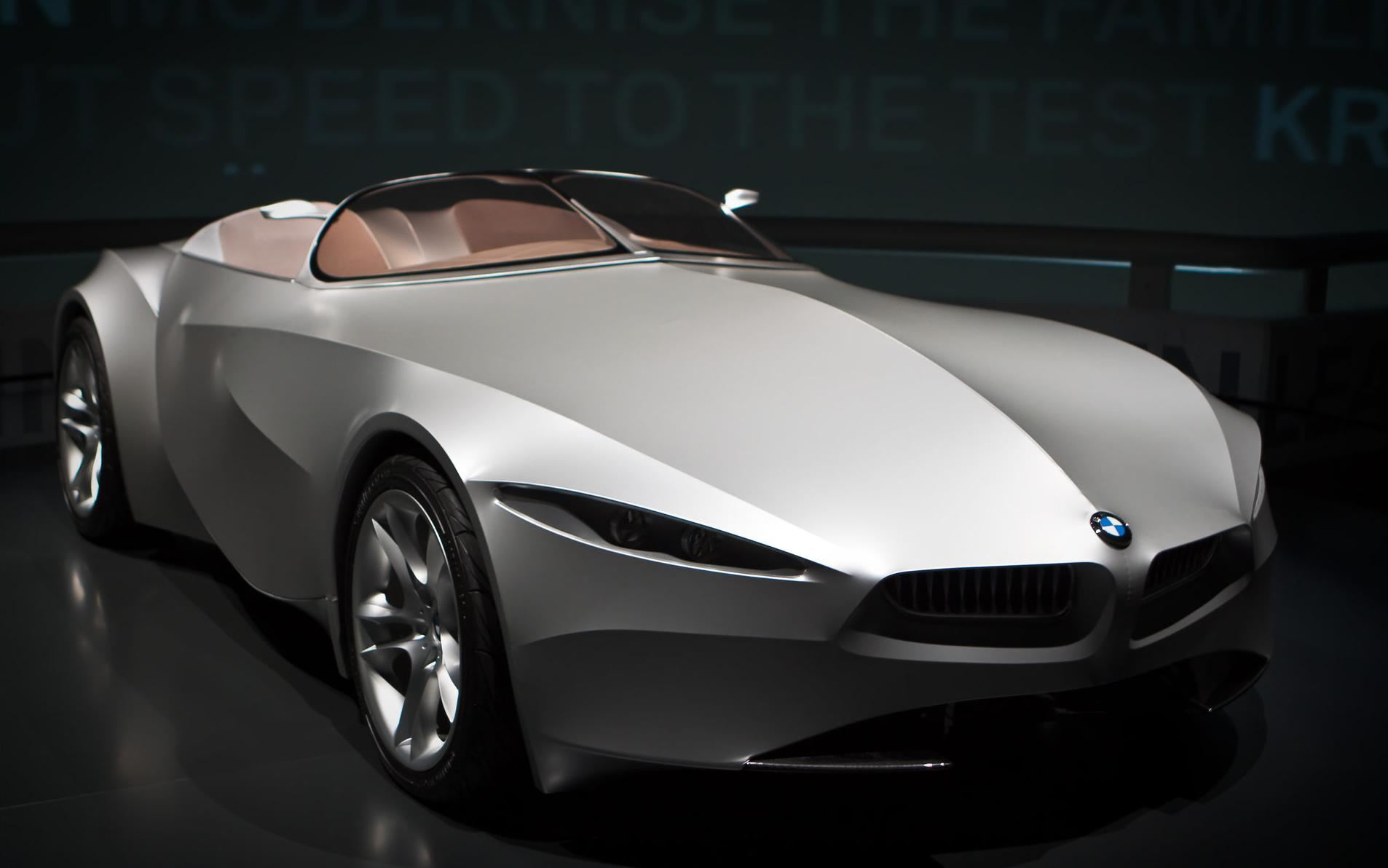
BMW GINA概念車

BMW GINA之全称为The GINA Light Visionary Model，是德国汽车制造商BMW设计的一款织物材料概念跑车，于2008年6月10日在慕尼黑正式对外发布。GINA一词为"Geometry and Functions In 'N' Adaptions"（适应N种可能的几何函数）的英文缩写。GINA由BMW的设计总监克里斯·班格勒（Chris Bangle）所带领的团队设计，他将之称为“挑战现有的原则和常规工艺”。

## 织物车身
GINA使用灵活、伸缩自如的透明人造织物车身——涂有聚氨酯的氨纶材料，它具有良好的弹性和耐久性。无论在高温或低温的环境下都不会膨胀或收缩，在运动中也不会令织物材料松弛或损坏。车身可以根据外部情况和速度而改变其形状，也可以根据驾驶者的自身需求而改变其形状，以调整到最佳状态。织物被拉伸在一个可移动的框架上，其基本形状被覆盖在织物以下，由铝质框架结构组成。而在如通风管、车门开启和阻流器等半径非常窄的圆形运动轮廓处，则通过弹性更高的碳纤维减震支柱进行加固。框架的形状由许多的电力和液压制动器控制，比如开启车前大灯时，织物表层会通过小马达向后提拉，显露出时尚的车灯搭配。由于织物材料是透明的，尾灯也将透过它发光。

## 外观
GINA的车身只由四组面板组成，分别是发动机罩、两侧面板和后行李箱甲板。它的外观看上去平滑无缝，但它在疾速行驶时可以“长出”更高的阻流板以维持车身稳定。车门开启时，表面材料呈蝶状的垂挂效果，垂挂可以向外也可以向上摆动。一旦车门关闭，材料上的摺痕就会完全消失，只留下一个完全光滑舒展的材料表面。发动机罩可以由中央打开，并可沿着约0.5米长的打开线折叠到右侧和左侧较远的位置，以使驾驶者或技师可以接触到发动机中的维修位置。

## 内部
GINA在驻车时，方向盘和圆形仪表板会垂直排列在中央控制台上处于空转状态，以便驾驶者更容易进入车内。而当驾驶者启动开关时，方向盘和圆形仪表板才会移动到正确的位置上，并会自动升起座椅靠背中的头枕。针对驾驶者的转向柱与座椅最佳位置的信息存储在车身传感器以及钥匙中。

## 愿景
GINA确立了BMW今后十年的设计方向，并指向开创性发展的项目的一部分，BMW表示他们并不是要打算批量制作“织物汽车”，而是对现有的制造方式发起挑战，改变人们对汽车的认知。GINA设计理念的目标还包括寻求不同水平的可持续发展。对新材料和生产技术的不断探索有利于提出降低原材料和能量耗费的解决方案。将部件的使用和生产阶段简化至最少的方法会带来生态以及经济方面的益处。